# Fitzpatrick Rock
Der Fitzpatrick Rock ist eine kleine, niedrige und vereiste Felseninsel im Archipel der Windmill-Inseln vor der Budd-Küste des ostantarktischen Wilkeslands. Sie liegt 800 m nordwestlich von Kilby Island in der Einfahrt zur Newcomb Bay.
Die Besatzung des Eisbrechers USS Glacier kartierte sie erstmals im Februar 1957. Auf Vorschlag des Navigators Robert Carl Newcomb (1926–2008) wurde die Insel nach Bootsmannsmaat John Fitzpatrick benannt, der an den Kartierungs- und Vermessungsarbeiten beteiligt war.